# Tiny Bradshaw
Pour les articles homonymes, voir Bradshaw.
Myron ("Tiny") Bradshaw (23 septembre 1905 - 26 novembre 1958) est un chanteur et compositeur de jazz et de rhythm and blues américain originaire de Youngstown en Ohio. Il jouait aussi du piano et de la batterie.

## Premières années
Après avoir reçu son diplôme de psychologie de l'université de Wilberforce, Bradshaw se tourna vers le monde de la musique. il commença alors à chanter sur le campus d'Horace Henderson avec ce dernier. Ensuite, en 1932, Bradshaw déménagea à New York, où il joua de la batterie pour Marion Hardy, les Charleston Bearcats (renommé plus tard les Savoy Bearcats), et le Blue Rhythm Band. Il y côtoie le jeune pianiste de jazz Billy Kyle. Il chanta alors aussi pour Luis Russell.

## Bradshaw et son groupe

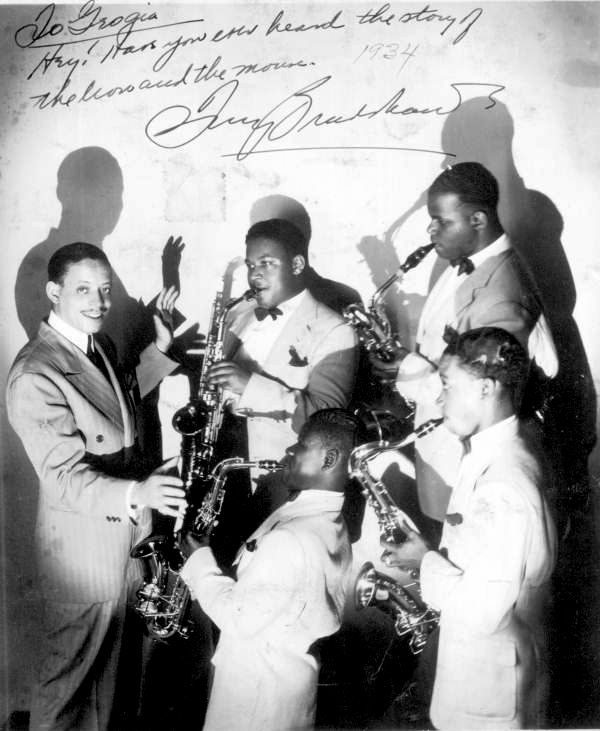
Bradshaw et ses saxophonistes, 1934.

En 1934, Bradshaw forma son propre groupe de swing qui enregistra 8 titres cette année-là. Puis vint une longue pause puisque le groupe n'enregistra à la suite de ceci qu'en 1944 et avec une orientation musicale beaucoup plus proche du rhythm and blues. À partir de ce moment-là, le groupe enregistra un certain nombre de morceaux pour le marché du rhythm and blues, plus spécialement entre 1950 et 1954.
L'un des titres les plus connus de Bradshaw fut sans doute Train Kept A-Rollin' (1951) qui se trouvait être un morceau cette fois-ci plus rock 'n' roll que rhythm and blues. Cette chanson fut reprise avec encore plus de succès par The Yardbirds en 1966. Elle fut aussi reprise par Aerosmith en 1974 et par Motörhead en 1978.
Plus tard, la carrière de Bradshaw fut entravée par de sérieux problèmes de santé, dont deux attaques cardiaques qui le laissèrent partiellement paralysé. Sa chanson "Bushes", sortie en 1958, n'arriva pas à répondre aux attentes musicales d'un public plus jeune émergeant. Affaibli par ses attaques aussi bien que par son investissement professionnel, Bradshaw mourut dans la maison de ses parents adoptifs à Cincinnati en 1958. Il avait alors 53 ans.
Bradshaw resta surtout connu pour ses succès successifs dont Well Oh Well, Breaking Up the House, et Soft. En tant qu'artiste accompli, il fut un mentor très apprécié par un certain nombre de musiciens et d'arrangeurs maintenant connus dont Shad Collins, Gil Fuller, Gigi Gryce, Russell Procope, Red Prysock, Sonny Stitt, et Shadow Wilson.

## Discographie

### Compilations
- Walk That Mess! The Best Of The King Years Westside #WESA-824 (1998)
- The EP Collection...Plus See For Miles #SEECD-703 (1999)
- The Chronological Tiny Bradshaw 1934-1947 Classics (Blues & Rhythm Series) #5011 (2002)
- The Chronological Tiny Bradshaw 1949-1951 Classics (Blues & Rhythm Series) #5031 (2002)
- Breaking Up The House Proper Pairs #PVCD-101 (2002)
- Well Oh Well: The Very Best Of Tiny Bradshaw Collectables #2880 (2004)
- Heavy Juice: The King Recordings 1950-55 Rev-Ola #CRBAND-3 (2006)